# Antoni Rząsa
Antoni Rząsa (ur. 26 lutego 1919 w Futomie k. Błażowej w woj. podkarpackim, zm. 26 stycznia 1980 w Zakopanem) – polski artysta rzeźbiarz, ojciec rzeźbiarza Marcina Rząsy.
Wykładowca Państwowego Liceum Technik Plastycznych w Zakopanem.
Absolwent Liceum Sztuk Plastycznych w Zakopanem, był uczniem, potem współpracownikiem i przyjacielem Antoniego Kenara. W latach 1952–1973 pracował w Liceum jako nauczyciel rzeźby.
W latach 60. Antoni Rząsa stał się jednym z bardziej znanych polskich rzeźbiarzy. Tworzył rzeźby drewniane, inspirowane sztuką ludową. Jego rzeźby odznaczają się prostotą form i swoistą stylistyką, są dzięki temu łatwo rozpoznawalne. Jego prace znajdują się m.in. w zbiorach Muzeum Narodowego w Warszawie, Krakowie i Poznaniu, w Muzeum Wojska Polskiego, 9 piet w kaplicy Pojednania  kościoła Arka Pana w Krakowie-Bieńczycach oraz w zbiorach prywatnych w USA, Belgii, Danii, Francji, Włoszech i Watykanie. Spoczywa na Cmentarzu na Pęksowym Brzysku w Zakopanem (sektor L-II-11).
Galeria artysty znajduje się w Zakopanem (ul. Bogdańskiego 16a).

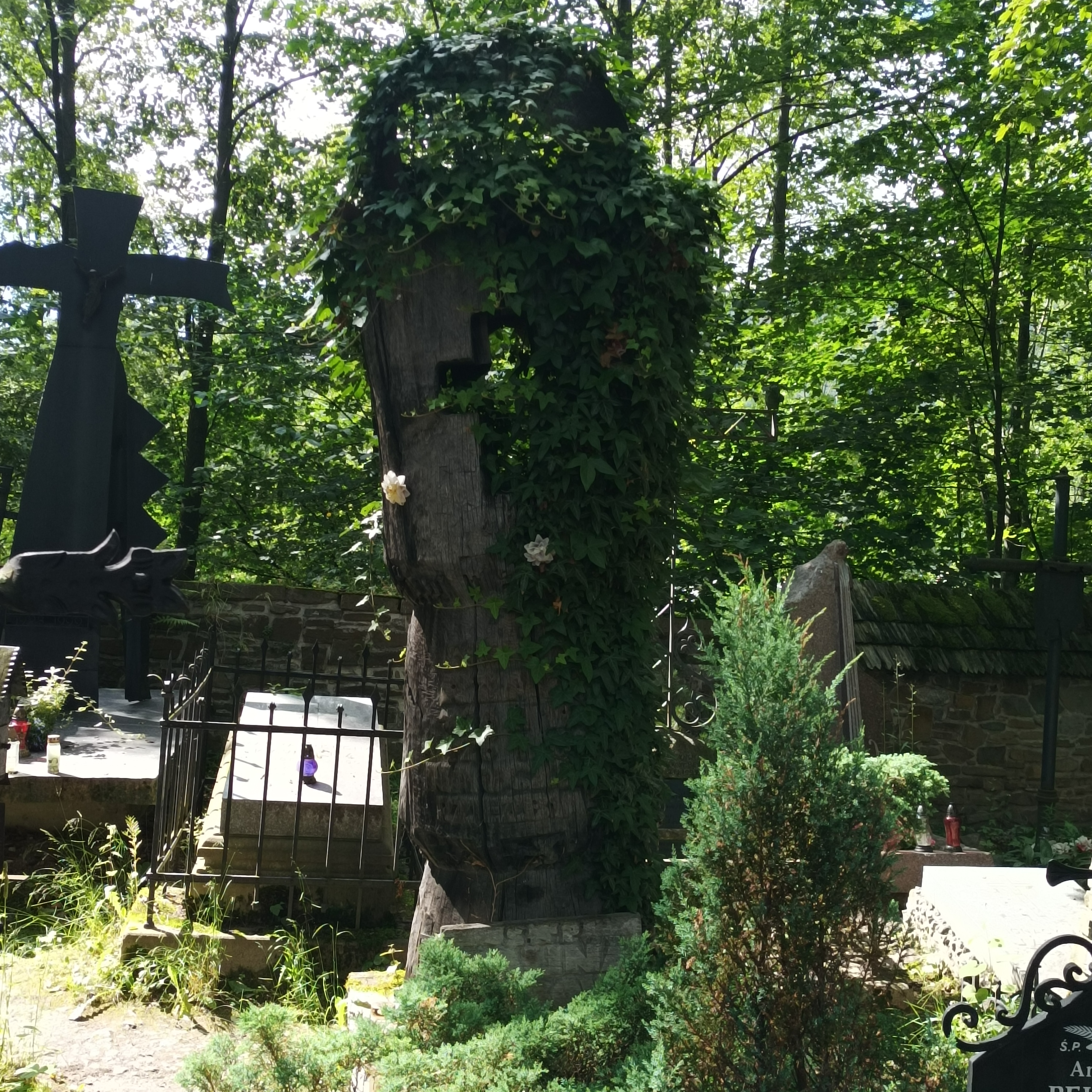
Grób Antoniego Rząsy na Cmentarzu na Pęksowym Brzysku w Zakopanem

## Linki zewnętrzne

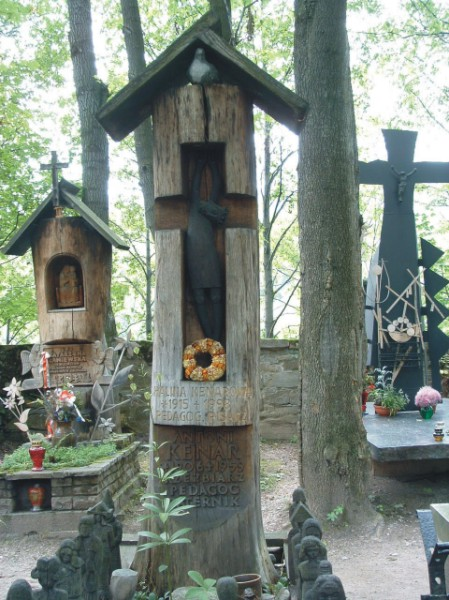
Cmentarz Zasłużonych na Pęksowym Brzyzku, grób Antoniego Kenara
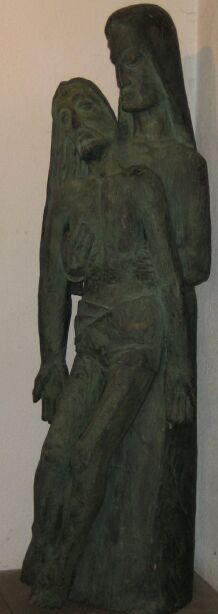
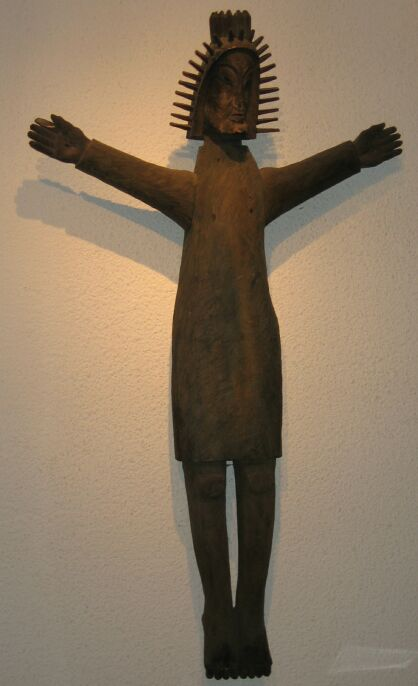
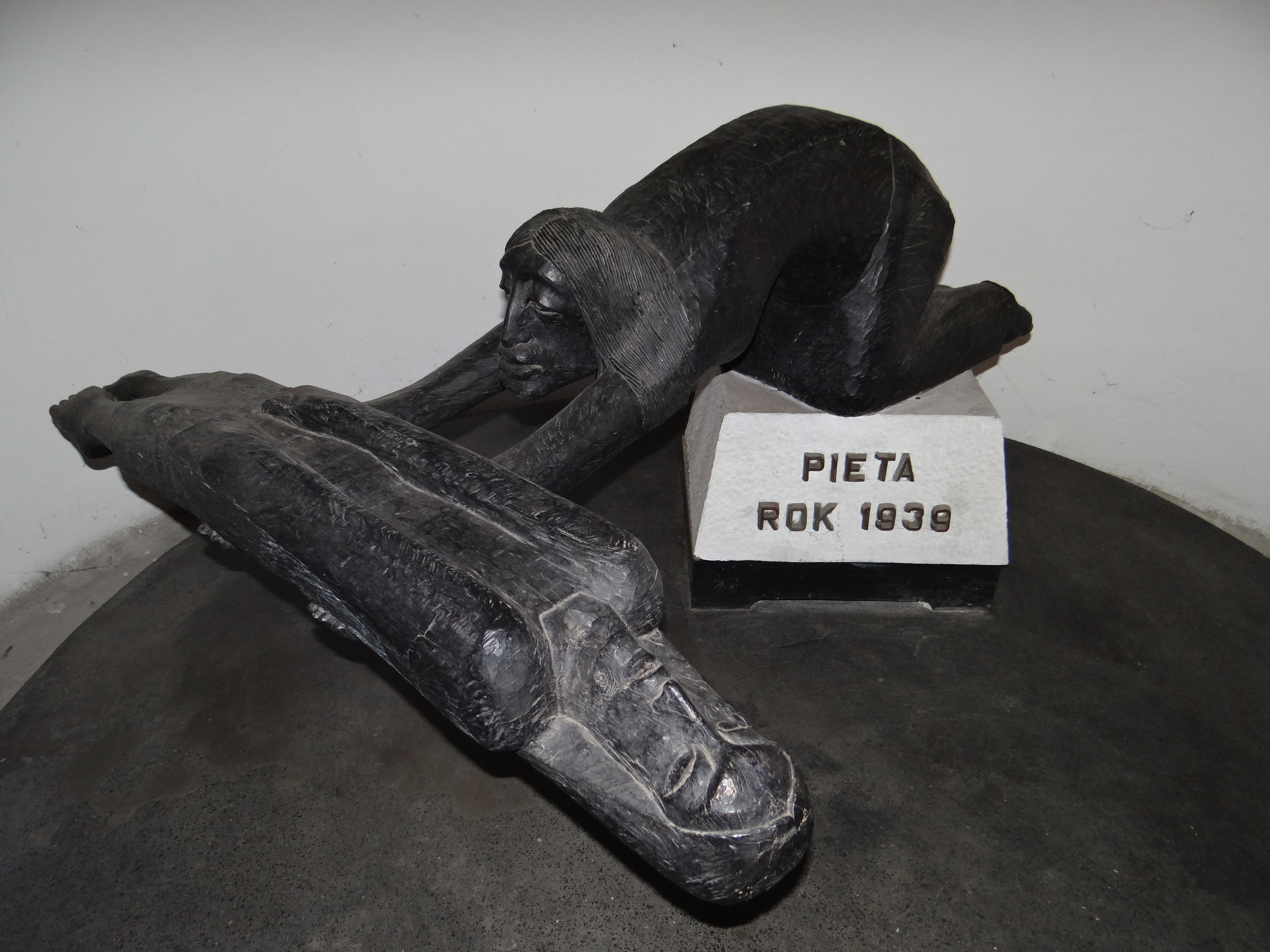
Pietà 1939 w kościele Arka Pana